# La cabina
La cabina es un mediometraje español dirigido por Antonio Mercero en 1972, coescrito por él mismo junto con José Luis Garci y protagonizado por José Luis López Vázquez. Se emitió por primera vez en Televisión Española el 13 de diciembre de 1972, y consiguió un Premio Emmy Internacional al mejor telefilme y un Fotogramas de Plata al mejor intérprete de televisión para José Luis López Vázquez en 1973.

## Argumento
El argumento puede calificarse como una parábola kafkiana desarrollada por el cineasta José Luis Garci y el realizador Antonio Mercero, que escribieron el guion. 
A primera hora de la mañana, unos operarios instalan una cabina telefónica en medio de una plaza. Más tarde, pasa por allí un hombre que acompaña a su hijo a la parada del autobús escolar. Cuando su hijo se va en el autobús, el hombre pasa junto a la cabina y decide entrar a realizar una llamada. Sin que sea consciente, la puerta se cierra tras él. El hombre ve que el teléfono no funciona y se dispone a salir, pero descubre que la puerta está atascada y no se abre. Intenta abrirla repetidamente, pero no lo consigue. Dos hombres que pasan por allí lo ven e intentan ayudarle abriendo desde fuera, pero no lo consiguen. La situación atrae la atención de un número cada vez mayor de transeúntes, que se van congregando alrededor de la cabina para observar al hombre y los intentos de sacarlo. Varias personas (un hombre corpulento y forzudo, otro hombre con un destornillador y dos policías) intentan abrir la puerta, pero ninguno lo consigue 
Finalmente, llegan los bomberos, que tratan de romper el techo de cristal de la cabina y sacarlo por ahí. Pero, cuando se disponen a hacerlo, llegan los mismos operarios de la compañía telefónica que instalaron la cabina, la desmontan y la suben a su camión, con el hombre todavía encerrado en su interior. La multitud sonríe y despide alegremente al hombre. Este solo puede observar impotente cómo es transportado a través de la ciudad. Intenta pedir ayuda a las personas que le ven, pero la gente solo sonríe, lo saluda o se ríe de él. El camión se detiene en un semáforo junto a otro camión que transporta otra cabina igual, con otro hombre atrapado en su interior. Ambos hombres intentan comunicarse, pero no pueden. 
Tras un largo viaje, el camión llega a un misterioso almacén subterráneo donde el hombre ve cómo se construyen y preparan cientos de cabinas iguales a la suya. La cabina es elevada con un imán y depositada en un montacargas, que la transporta a través del almacén, lleno de cabinas que contienen cadáveres y restos momificados de otras personas atrapadas. El hombre intenta desesperadamente salir pero no puede escapar. La cabina es depositada junto a las demás en el almacén y el hombre ve junto a él al otro hombre que había visto atrapado en otra cabina durante su viaje, que se ha suicidado ahorcándose con el cable del teléfono. Angustiado y desesperado, el hombre se derrumba en el interior de la cabina hasta quedar fuera de plano. 
La película finaliza con los mismos operarios instalando otra cabina igual en la misma plaza, dejándola con la puerta entreabierta, preparada para la siguiente víctima.

## Reparto
- José Luis López Vázquez interpreta al hombre que se queda encerrado en la cabina.
- Agustín González interpreta a otro hombre que también ha quedado encerrado en otra cabina del mismo modelo.

## Producción
La cabina era uno de los 13 pasos por lo insólito que Antonio Mercero, Horacio Valcárcel y José Luis Garci se propusieron para trabajar juntos en algún proyecto, aunque el proyecto nunca llegó a realizarse. A pesar de ello, Mercero persuade a los directivos de RTVE para que realizase el mediometraje poniendo como motivo el éxito de su serie Crónicas de un pueblo. Entonces los directivos decidieron aceptarlo como premio al éxito de dicha serie sobre la base de que "La serie anterior no era más que propaganda del Franquismo". 
A pesar de ello, los censores de la época se quejaron porque salía un ministerio, pero Mercero la volvió a ver y les dijo que era la estación de los Nuevos Ministerios y se quejó. Sin embargo el corte se realizó finalmente.
Tras ser aprobado el proyecto, se encaminaron a elegir al protagonista y casi único personaje de la historia. En abril de 1972 ambos fueron de viaje a Nueva York y, tras subir la Estatua de la Libertad, a ambos les vino la idea de que fuera José Luis López Vázquez quien debería encarnar al personaje. Garci lo quería porque le recordaba a los italianos Marcello Mastroianni y Vittorio Gassman por saber mostrar momentos cómicos y trágicos a la vez, mientras que Mercero buscaba a un mimo que pudiera ser capaz de hacer los gestos para representar las situaciones del personaje.
José Luis López Vázquez recibió el guion durante el rodaje de la película de Pedro Lazaga El vikingo, cuando lo leyó se enamoró de la historia y le dijo a su representante, José María Gavilán, que hablase con los que había hecho compromisos, para que estos se pospusieran y él pudiera rodar la película.

## Rodaje
La filmación comenzó el 17 de julio de 1972, se siguió prolongando durante el mes de agosto del mismo año y se llevó a cabo en la Plaza de Arapiles de Madrid en el punto 40.4321783,-3.7062124 (en donde da comienzo la película), los Scalextric de Atocha, los pasos subterráneos, algunas avenidas madrileñas de reciente construcción, la periferia madrileña, los descampados de la ciudad, en algunos parajes de Portugal, las instalaciones de la Presa de Aldeadávila y la terminal de carga del Aeropuerto de Barajas. Durante el rodaje, José Luis López Vázquez tuvo miedo mientras se encontraba dentro de la cabina; a pesar de ello, su interés por la obra hizo que se mostrara disciplinado y aportara ideas durante el rodaje.
La cabina telefónica se pintó de rojo para dar angustia. También se cambió la parte de cristal por plástico, que era más difícil de romper y se abría cuando se rodaba de frente para que le entrara aire al actor.

## Emisiones del mediometraje
La cabina fue emitida por primera vez en La 1 el 13 de diciembre de 1972, más tarde lo haría en el mismo canal el 24 de noviembre de 1973 y el 20 de diciembre de 1992. También fue emitida por La 2 el 27 de abril de 1993, el 28 de octubre de 1996 y el 27 de noviembre de 1998. Tras la muerte de López Vázquez fue colgada en la web oficial de RTVE, pudiéndose ver en abierto y de forma gratuita dentro del territorio español.

## Recepción
La crítica valoró muy positivamente la película destacando sobre todo la magistral interpretación de José Luis López Vázquez. Sin embargo cuando fue emitida el 13 de diciembre de 1972 por televisión, fue incomprendida por el público español, si bien es cierto que produjo miedo a los espectadores, quienes no cerraban la puerta de la cabina por miedo a quedarse encerrados.
El mediometraje fue emitido en todo el mundo, algo que no ha conseguido todavía ninguna otra obra televisiva española y se convirtió en el programa más premiado de la televisión española.
Entre sus numerosos premios destacan el Quijote de Oro de la crítica española al Mejor Director para Mercero, el Premio Nacional de Televisión de 1973; el premio Ondas de 1973 para Mercero, el premio Emmy de 1973 al mejor telefilm; el de mejor programa dramático del Canal 47 de Nueva York en 1973, el premio de la Crítica Internacional del Festival de Montecarlo 1973; Premio Marconi del MIFED de Milán 1973; y el Fotogramas de Plata de 1972 al mejor actor de televisión para José Luis López Vázquez.

## Interpretaciones del mediometraje
Los críticos de la época interpretaron la obra de maneras muy diversas, desde que era un planteamiento político con una crítica a la Dictadura franquista hasta una película religiosa simbolizando el helicóptero al Espíritu Santo. Sin embargo Antonio Mercero afirmó que tanto él como José Luis Garci querían encaminarse más al terreno del cine de terror o de ciencia ficción que a este tipo de planteamiendo aunque si bien la definía como «una parábola abierta a todo tipo de interpretaciones, y según la sensibilidad, cultura y formación de cada uno, se interpretará de forma distinta».
Entre las críticas que observan a la sociedad española de por entonces están el uso de la fuerza como medio para solucionar los problemas, la incompetencia de los servicios públicos o el ridículo de la autoridad. A pesar del tiempo y de que la crítica del momento la interpretara como lo explica, con los años se ha dado la valoración de película de terror psicológico. El psicólogo José Antonio García Higuera interpretó la cabina telefónica como una cueva de la que podemos salir pero que no queremos por miedo al exterior.

## Explotación posterior y legado
En 1973 la editorial Helios comercializó un libro de la película. En formato VHS fue comercializado el mediometraje en 1989. En DVD lo haría dentro del Pack Antonio Mercero el 21 de febrero de 2006. Debido al miedo de ciertos espectadores a quedarse encerrados en la cabinas telefónicas, Telefónica pidió a José Luis López Vázquez que participara en varios anuncios de las acciones de la compañía, conocidas como "Matildes". En uno de ellos se quedaba encerrado en la cabina, pero finalmente conseguía salir.
En 1998 José Luis López Vázquez protagonizó un anuncio de Retevisión, en el cual la puerta de la cabina se abría y podía salir al exterior. Esto simbolizaba el final del monopolio de Telefónica y la liberalización del mercado de la telefonía en España. Sin embargo los directivos no pidieron permiso a Mercero para llevar a cabo al anuncio por lo que interpuso una denuncia contra los directivos de Retevisión. Finalmente los directivos afirmaron que sí que estaba basado en el mediometraje y no llegó a celebrarse el litigio.
El 15 de diciembre de 2021 se inauguró una réplica de la cabina telefónica roja como homenaje a la película y a su director Antonio Mercero, en el distrito de Chamberí en Madrid, muy cerca de donde se rodó la película. El homenaje fue promovido por el guionista y director de televisión David Linares con la campaña #UnaCabinaParaMercero, apoyada por la Fundación Telefónica y la Academia de Cine.